# Táplánszentkereszt
Táplánszentkereszt är en ort i Ungern.   Den ligger i provinsen Vas, i den västra delen av landet, 180 km väster om huvudstaden Budapest. Táplánszentkereszt ligger 193 meter över havet och antalet invånare är 2 342.
Terrängen runt Táplánszentkereszt är platt. Runt Táplánszentkereszt är det ganska glesbefolkat, med 50 invånare per kvadratkilometer. Närmaste större samhälle är Szombathely, 6,9 km nordväst om Táplánszentkereszt. Trakten runt Táplánszentkereszt består till största delen av jordbruksmark.